# Les Portes de l'éternité

Les Portes de l'éternité est une anthologie de science-fiction composée en 1990 sous la direction de Jacques Goimard et qui porte sur l'écrivain A. E. van Vogt (Canada). Elle contient un essai biographique en préface, cinq romans de science-fiction, des postfaces et une bibliographie.

## Résumés

### Romans de science-fiction
- Le Monde des Ā (The World of Null-A, 1948).
- Les Joueurs du Ā (The Pawns of Null-A ou parfois The Players of Null-A, 1956).
- La Fin du Ā (Null-A Three, 1984).
- Les Armureries d'Isher (The Weapon Shops of Isher, 1951).
- Les Fabricants d'armes (The Weapon Makers, 1947).

L'anthologie regroupe les cinq romans précédents en deux cycles: Cycle du Ā et Cycle des marchands d'armes.

### Essai biographique
Jacques Goimard a écrit l'essai biographique de van Vogt contenu dans la préface. Pendant 54 pages, il discute des débuts littéraires, des moments de changements importants, des passages à vide, ainsi que des différentes tentatives que van Vogt a faites pour surmonter ceux-ci. Il explique que l'œuvre de van Vogt influence encore la science-fiction actuelle. 
Bien que Patrice Duvic ait lui aussi produit un essai biographique de van Vogt dans Futur parfait, c'est un autre essai à lire pour avoir une perspective historique sur les motivations derrière les différents livres et les différentes nouvelles que van Vogt a produits.

### Postfaces
Il s'agit d'une postface qui apparaît dans le Monde des Ā et d'une autre qui apparaît dans les Joueurs du Ā.

### Œuvres
La bibliographie semble contenir tout ce que van Vogt a produit pendant sa longue carrière: nouvelles et romans de science-fiction, essais littéraires, nouvelles fantastiques, nouvelles écrites en collaboration, etc. Il s'agit d'un document précieux pour tout amateur sérieux de van Vogt.